# Psicologia do adolescente
Psicologia do adolescente ou Psicologia hebefrênica é a área da psicologia que estuda a fase de transição entre infância e a idade adulta, tradicionalmente a adolescência começa entre os 11-13 e termina aos 19-21 anos. A psicologia do adolescente estuda o impacto da educação, drogas, sexualidade, formação da identidade, novas tecnologias, novas leis e figuras de autoridades no desenvolvimento do adolescente.
Poucos psicólogos se especializam nessa área, por isso geralmente os psicólogos especializados em psicologia pediátrica ou escolar que atendem os pacientes adolescentes. O mesmo ocorre nas outras áreas de saúde.

## Princípios
A adolescência é um período marcado por transformações e pela formação da identidade, desenvolvimento da autonomia e compreensão de conceitos abstratos. O corpo, os gestos, pensamentos, emoções, desejos, direitos e responsabilidades entram em uma fase de transição onde os elementos mais infantis vão aos poucos cedendo lugar a uma nova identidade.
A Psicoterapia tem a proposta de oferecer um espaço “neutro” com uma escuta específica e atenta do psicólogo para que o adolescente possa se sentir a vontade para revelar suas angústias, desejos, anseios, medos, idéias e dúvidas buscando compreender questões que normalmente surgem nesta fase do desenvolvimento.
A psicologia da adolescência também esta ligada a psicologia da pré-adolescência que estuda as crianças que ainda não chegaram na adolescência mas estão prestes a chegar.